# The Basilisk
The Basilisk è un film del 1914 diretto da Cecil M. Hepworth.

## Trama
Un ipnotizzatore è ossessionato dalla passione per una bella donna. Con i suoi poteri, la vuole costringere a uccidere il fidanzato per poterla avere per sé. Ma i suoi piani non andranno a buon fine.

## Produzione
Il film fu prodotto dalla Hepworth.

## Distribuzione
Distribuito dalla britannica Hepworth, il film uscì in sala nel dicembre 1914.